# Schnepfenreuth
Schnepfenreuth is een plaats in de Duitse gemeente Neurenberg, deelstaat Beieren, en telt 340 inwoners (2005).